# Vitória de França
Vitória Luísa Maria Teresa de França (Victoire Louise Marie Thérèse de France; Versalhes, 11 de maio de 1733 — Trieste, 7 de junho de 1799) foi uma princesa francesa. Era a sétima filha, a quinta menina, do rei Luís XV de França e sua esposa Maria Leszczyńska.

## Biografia

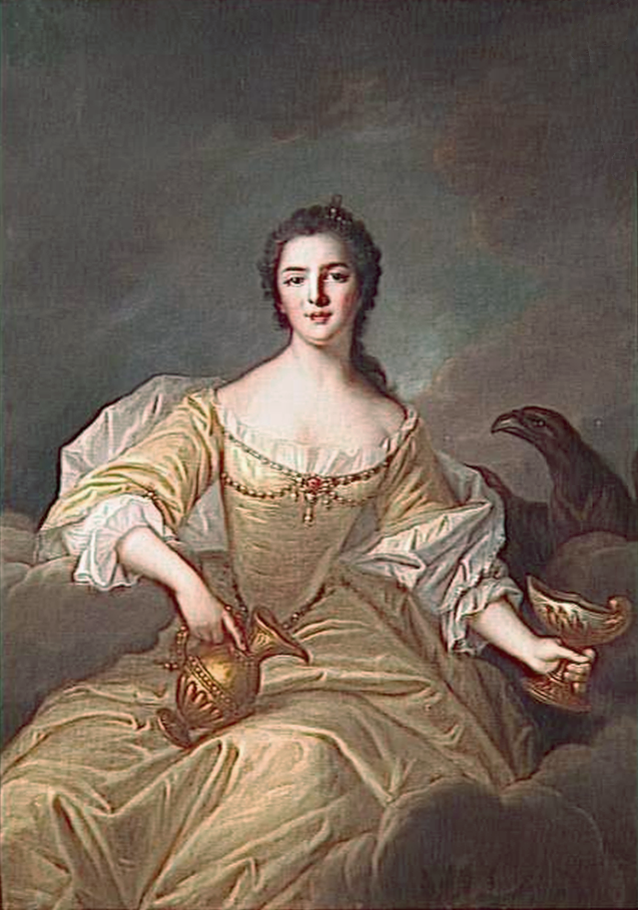
Vitória como a deusa Hebe, por Jean-Marc Nattier

Vitória Luísa Maria Teresa nasceu a 11 de maio de 1733 no Palácio de Versalhes, sendo a quinta filha do rei Luís XV de França e sua esposa Maria Leszczyńska. Foi criada juntamente com suas irmãs mais novas na Abadia de Fontevraud.
Em 24 de março de 1748, tendo quinze anos, Vitória escreveu ao pai, o rei, e pediu com sucesso permissão para retornar à corte. Luís XV nomeou três damas de honra para atendê-la. Posteriormente, a novembro de 1750, suas irmãs mais novas também abandonariam a abadia pela corte. Após a sua chegada à corte, as princesas receberam sua própria comitiva compartilhada, conhecida como comitiva das Mesdames cadettes, ("Jovens Madames"), com uma própria dama de honra, a Duquesa de Duras.
Vitória era popular na corte francesa, Madame Campan descreveu-a: "Madame Vitória era bonita e muito graciosa; sua presença, semblante e sorriso estavam em perfeita harmonia com a bondade de seu coração." Vitória foi considerada a filha mais bonita dos reis: "Seus olhos escuros têm uma doçura perturbadora; as longas franjas dos cílios sombream suas bochechas; a boca é sensual, o queixo estreito, a testa larga; o cabelo preto (como o pai) harmoniza com a tez fosca e dourada; o vestido bordado em ouro, o lenço de seda amarela, a renda branca parecem adornar um corpo voluptuoso." escreveu o historiador Pierre de Nolhac comentando o retrato de Vitória pintado por Jean-Marc Nattier.

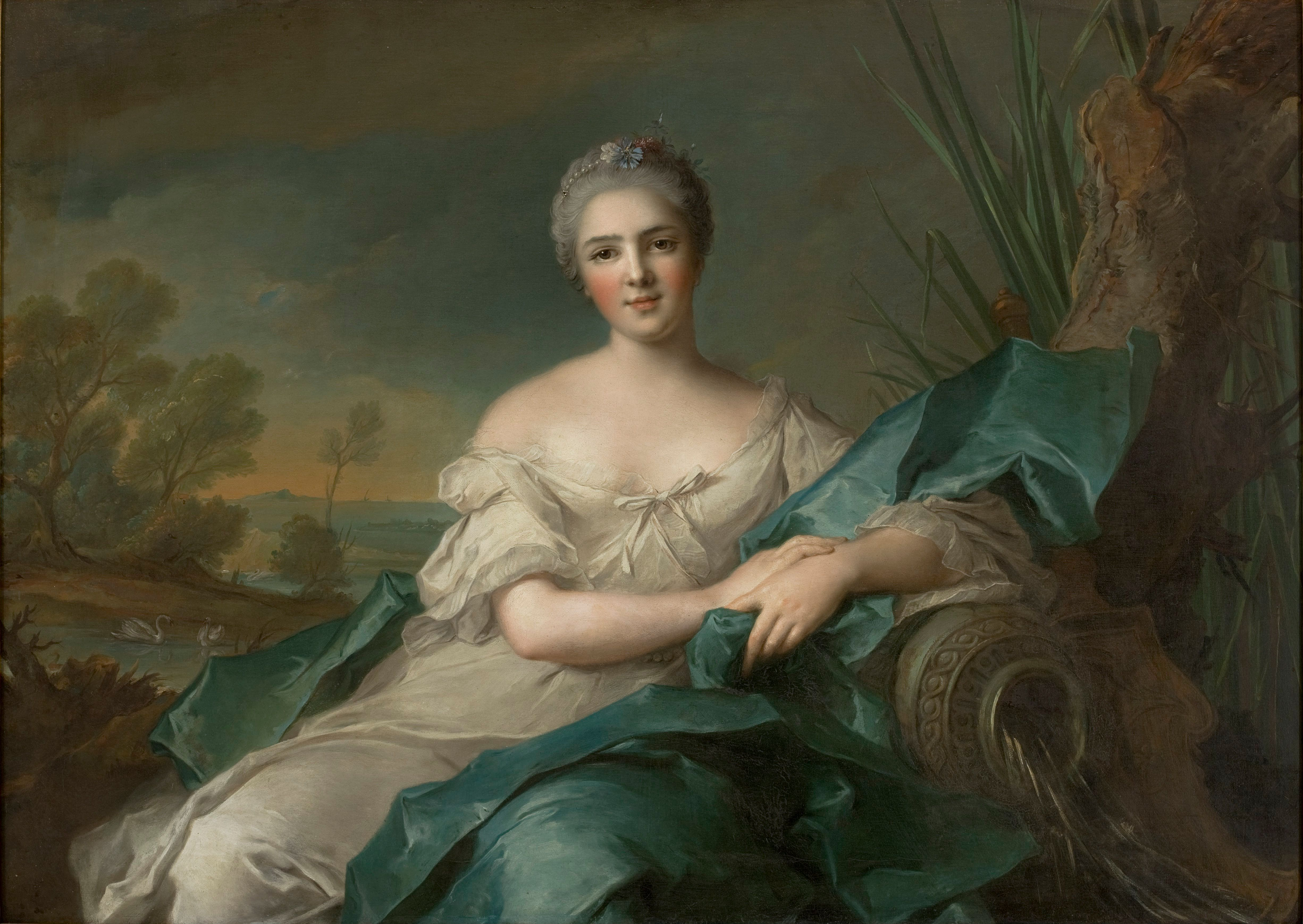
Henriqueta como - A Água,
Por Jean-Marc Nattier, 1751. No Museu de Arte de São Paulo

Vitória aprendeu como seu irmão e irmãs a tocar vários instrumentos musicais. Ela se destacou no cravo - vários compositores como Jacques Duphly e Armand-Louis Couperin dedicaram peças a ela ou a coleções -, todavia, a princesa não gostava dos bailes que tinha para comparecer. Ela mostrou um gosto especial por jardinagem e plantas exóticas, um hobby em voga na época. Vitória também adquiriu um bom conhecimento de história, italiano, inglês e matemática.
Sua irmã mais velha, Luísa Isabel, casada em 1739 com um infante da Espanha, sugeriu, em 1753, que Vitória se casasse com seu cunhado, o rei Fernando VI da Espanha, cuja saúde da esposa deteriorava-se cada vez mais. Todavia, a rainha da Espanha, embora com saúde medíocre, morreu apenas cinco anos depois. Sendo assim o casamento não se realizou; após o fracasso de encontrar um marido adequado para Vitória ela engordou e seu pai apelidou-a de Coche ("Gorda").
Durante a Revolução Francesa, restavam apenas Vitória e Adelaide dos dez filhos que Luís XV teve com a rainha. As duas princesas, contrárias à política anticristã da assembleia revolucionária, deixaram a França em fevereiro de 1791, não sem ter sofrido alguns insultos e intervenções no caminho do exílio. Elas só conseguiram atravessar a fronteira após a interseção de Mirabeau. Elas se refugiaram na Itália. Primeiro em Turim, onde morava sua sobrinha Clotilde, esposa de Carlos Emanuel IV da Sardenha, depois em Roma, protegida pelo Papa Pio VI, que os hospedava no Palácio Farnésio. Na chegada das tropas francesas, eles se juntaram a Nápoles, onde reinava uma irmã de Maria Antonieta, Maria Carolina da Áustria, muito infeliz em vê-las. As duas senhoras tiveram que fugir novamente em 1798 e cruzaram o Adriático em um barco.[carece de fontes?]
Vitória morreu em Trieste, de câncer de mama, em 7 de junho de 1799. Adelaide sobreviveu a ela apenas oito meses. Seus corpos foram repatriados para a França sob Luís XVIII, outro de seus sobrinhos, e foram enterrados na Basílica de Saint-Denis, enterro da família real.
Um romance de Frédéric Lenormand, Les Princesses vagabondes ("As Princesas Vagabundas"), de 1998, descreve a fuga de mulheres na Itália de 1791 até a morte. Em sua biografia Mesdames de France ("Senhoras da França"), Bruno Cortequisse homenageia as filhas de Luís XV e descreve sua existência cheia de vazio.

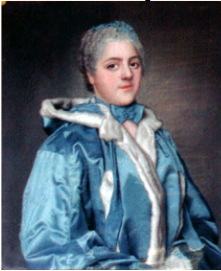
Vitória em pastel de Jean-Étienne Liotard
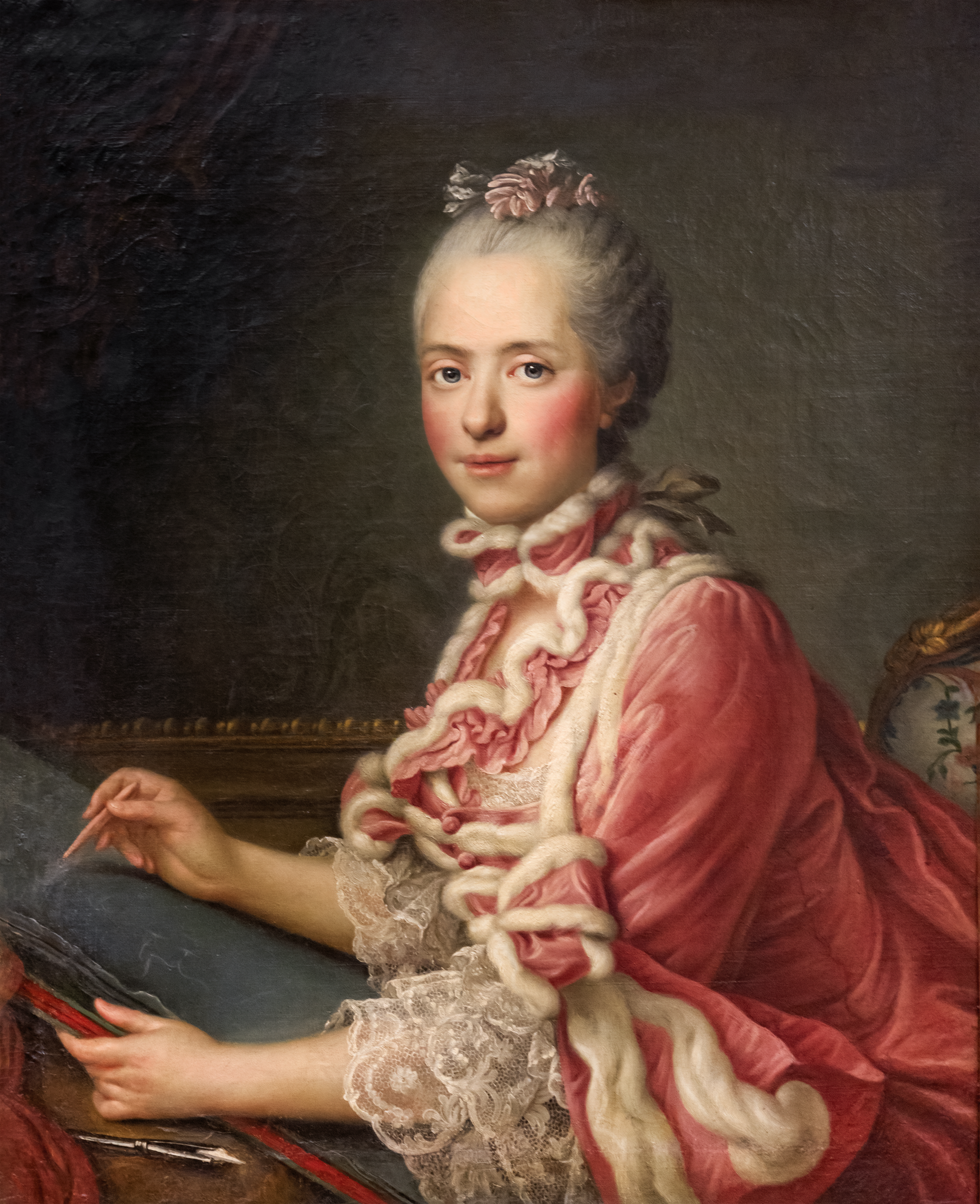
Madame Vitória (pintura de François-Hubert Drouais)
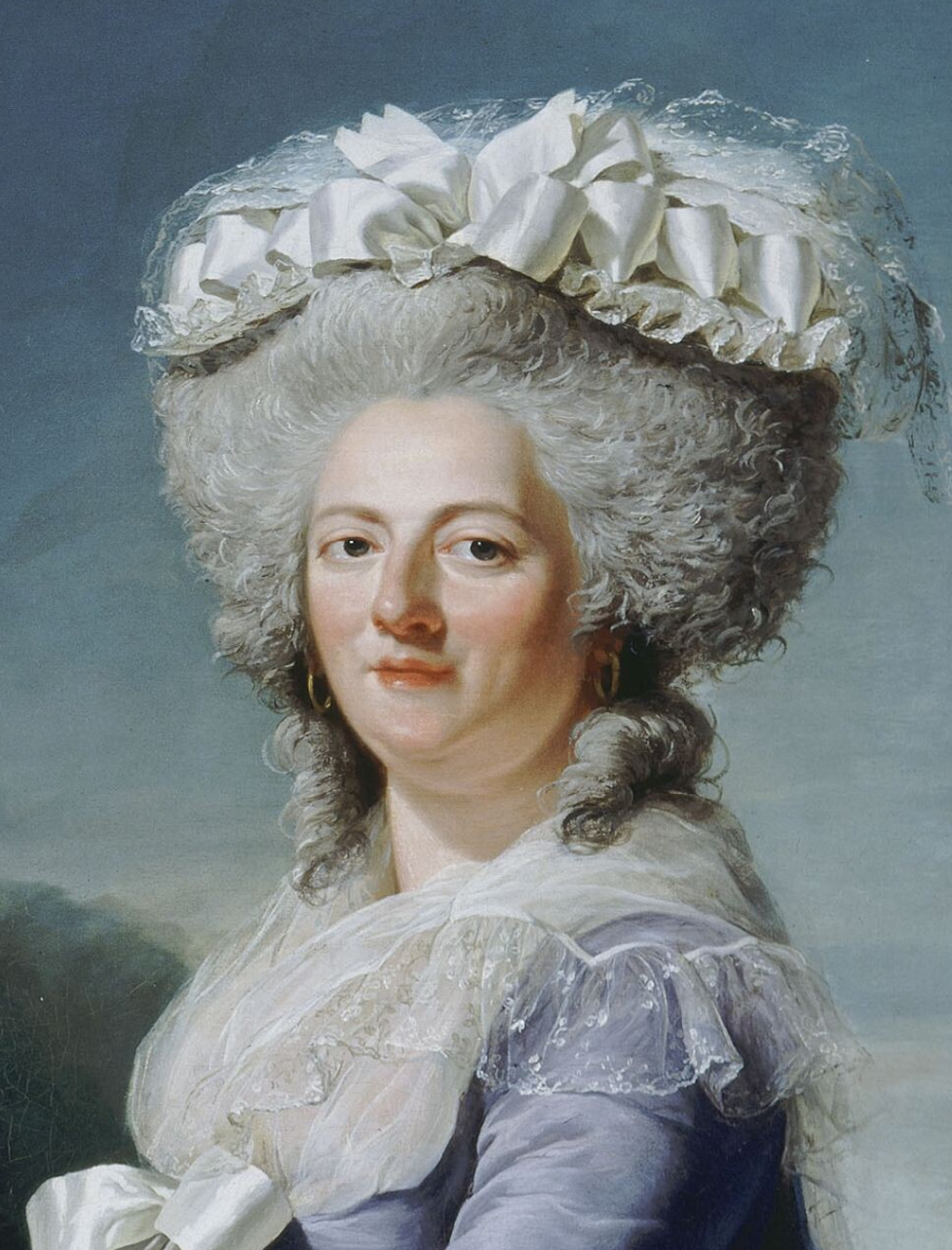
Vitória em 1788 (detalhe de pintura de Adélaïde Labille-Guiard)